# العلاقات الجزائرية الإيطالية
العلاقات الجزائرية الإيطالية هي العلاقات الثنائية التي تجمع بين الجزائر وإيطاليا.

## مقارنة بين البلدين
هذه مقارنة عامة ومرجعية للدولتين:
| وجه المقارنة                                              | الجزائر                      | إيطاليا                                                  |
| --------------------------------------------------------- | ---------------------------- | -------------------------------------------------------- |
| المساحة (كم2)                                             | 2.38 مليون                   | 301.34 ألف                                               |
| عدد السكان (نسمة)                                         | 38.81 مليون                  | 60.60 مليون                                              |
| الكثافة السكانية (ن./كم²)                                 | 16.31                        | 201.1                                                    |
| العاصمة                                                   | الجزائر                      | روما، فلورنسا، تورينو                                    |
| اللغة الرسمية                                             | اللغة العربية، لغات أمازيغية | اللغة الإيطالية                                          |
| العملة                                                    | دينار جزائري                 | يورو، ليرة إيطالية                                       |
| الناتج المحلي الإجمالي (بليون دولار)                      | 170.37 مليار                 | 1.93 تريليون                                             |
| الناتج المحلي الإجمالي (تعادل القوة الشرائية) بليون دولار | 582.63 مليار                 | 2.26 تريليون                                             |
| الناتج المحلي الإجمالي الاسمي للفرد دولار أمريكي          | 4.21 ألف                     | 29.96 ألف                                                |
| الناتج المحلي الإجمالي للفرد دولار أمريكي                 | 14.19 ألف                    | 35.46 ألف                                                |
| مؤشر التنمية البشرية                                      | 0.745                        | 0.873                                                    |
| رمز المكالمات الدولي                                      | +213                         | +39                                                      |
| رمز الإنترنت                                              | .dz                          | .it                                                      |
| المنطقة الزمنية                                           | ت ع م+01:00                  | توقيت وسط أوروبا، ت ع م+01:00، ت ع م+02:00، أوروبا/روما ‏ |

## مدن متوأمة
في ما يلي قائمة باتفاقيات التوأمة بين مدن جزائرية وإيطالية:
- ترتبط تلمسان مع فلورنسا باتفاقية توأمة.
- ترتبط بجاية مع تيراتشينا باتفاقية توأمة منذ 1995.

## منظمات دولية مشتركة
يشترك البلدان في عضوية مجموعة من المنظمات الدولية، منها:
| علم المنظمة | اسم المنظمة                               | تاريخ انضمام الجزائر | تاريخ انضمام إيطاليا |
| ----------- | ----------------------------------------- | -------------------- | -------------------- |
|             | يونسكو                                    | 15 أكتوبر 1962       | ?                    |
|             | الفريق المعني برصد الأرض                  | 2005                 | ?                    |
|             | مؤسسة التمويل الدولية                     | 23 سبتمبر 1990       | 27 ديسمبر 1956       |
|             | المركز الدولي لتسوية المنازعات الاستشارية | 22 مارس 1996         | 28 أبريل 1971        |
|             | منظمة حظر الأسلحة الكيميائية              | ?                    | ?                    |
|             | مؤسسة التنمية الدولية                     | 26 سبتمبر 1963       | 24 سبتمبر 1960       |
|             | منظمة التجارة العالمية                    | ?                    | 1995                 |
|             | وكالة ضمان الاستثمار متعدد الأطراف        | 4 يونيو 1996         | 29 أبريل 1988        |
|             | الاتحاد البريدي العالمي                   | ?                    | ?                    |
|             | منظمة الشرطة الجنائية الدولية             | ?                    | ?                    |
|             | الأمم المتحدة                             | 8 أكتوبر 1962        | 14 ديسمبر 1955       |
|             | الاتحاد الدولي للاتصالات                  | 3 مايو 1963          | 1866                 |
|             | البنك الدولي للإنشاء والتعمير             | 26 سبتمبر 1963       | 27 مارس 1947         |
|             | المنظمة الهيدروغرافية الدولية             | ?                    | ?                    |
|             | البنك الإفريقي للتنمية                    | ?                    | ?                    |

## أعلام
هذه قائمة لبعض الشخصيات التي تربطها علاقات بالبلدين:
- فلوران مخجوف (لاعب كرة قدم جزائري، 11 يناير 1991[20] – )
- لياسين كادامورو بن طيبة (لاعب كرة قدم جزائري، 5 مارس 1988[21] – )
- مدحي لحسن (لاعب كرة قدم جزائري، 15 مارس 1984 – )

## وصلات خارجية
- موقع وزارة الخارجية الجزائرية
- موقع وزارة الخارجية الإيطالية